# Jaak Uudmäe
Jaak Uudmäe, född 3 september 1954 i Tallinn, är en före detta estländsk friidrottare som tävlade för Sovjetunionen.
Uudmäe blev olympisk mästare på tresteg vid olympiska sommarspelen 1980 i Moskva.